# Joshua Laban
Joshua Laban (ur. 25 grudnia 1982) – amerykański pływak, reprezentant Wysp Dziewiczych Stanów Zjednoczonych podczas Letnich Igrzysk Olimpijskich w Pekinie.

## Osiągnięcia
- Igrzyska Olimpijskie w Pekinie  – pływanie na dystans 50 metrów stylem dowolnym mężczyzn - 53. miejsce[2]